# Kambiwa anomala
Espèce
Synonymes
- Pholcus anomalus Mello-Leitão, 1918

Kambiwa anomala est une espèce d'araignées aranéomorphes de la famille des Pholcidae.

## Distribution
Cette espèce est endémique du Paraíba au Brésil,.

## Description
La femelle holotype mesure 1,5 mm.

## Publication originale
- Mello-Leitão, 1918 : Scytodidas e pholcidas do Brasil. Revta Mus. Paulista vol. 10, vol. 83-144 (texte intégral).